# Evoluta

Una el·lipse (vermell) i la seva evoluta (blau), els punts són els vèrtexs de la corba, cada vèrtex correspon a una cúspide sobre l'evoluta. l'evoluta d'una el·lipse s'anomena una astroide.

Com es construeix l'evoluta.

En geometria diferencial de corbes, l'evoluta d'una corba és el lloc geomètric de tots els seus centres de curvatura. O el que és equivalent, és la corba envolupant de les normals a una corba. La corba original és una involuta de la seva evoluta. (Compareu Media:Evolute2.gif i Media:Involute.gif)

## Història
Apol·loni de Perge (circa. 200 ADc) tracta les evolutes al Llibre V del seu Còniques. Tanmateix, s'atribueix a vegades a Huygens el fet de ser el primer a estudiar-les (1673).

## Definició
Sia γ(s) una corba plana, parameteritzada pel seu arc s. El vector unitari tangent a la corba és, en virtut de la parameterització,
{\displaystyle \mathbf {T} (s)=\gamma '(s)}
i la unitat normal a la corba és el vector unitari N(s) perpendicular a T(s) escollit de manera que el parell (T,N)) tingui orientació positiva.
La curvatura k de γ es defineix per mitjà de l'equació
{\displaystyle \mathbf {T} '(s)=k(s)\mathbf {N} (s)}
per a cada s del domini de γ. El radi de curvatura és l'invers de la curvatura:
{\displaystyle R(s)={\frac {1}{k(s)}}.}
El radi de curvatura a γ(s) és, en magnitud, el radi de la circumferència que forma la millor aproximació a la corba de segon ordre en el punt: és a dir, és el radi de la circumferència que fa contacte de segon ordre amb la corba, la circumferència osculadora. El signe del radi de curvatura indica la direcció en la qual la circumferència osculadora es trasllada si està parameterizada en la mateixa direcció que la corba en el punt de contacte: és positiu si el circumferència es trasllada en sentit antihorari, i negativa altrament.
El centre de curvatura és el centre de la circumferència osculadora. Està a la línia normal per γ(s) a una distància R de γ(s), en la direcció determinada pel signe de k. En símbols, el centre de curvatura és en el punt:
{\displaystyle E(s)=\gamma (s)+R(s)\mathbf {N} (s)=\gamma (s)+{\frac {1}{k(s)}}\mathbf {N} (s).}
Com que s varia, el centre de curvatura definit per aquesta equació dibuixa una corba plana, l'evoluta de γ.

### Parametritzacions Generals
Si γ(t) ve donada per una parametrització general diferent de l'arc, sia
γ(t) = (x( t), y (t)), llavors l'equació paramètrica de l'evoluta es pot expressar en termes del radi de curvatura R = 1/k i l'angle tangencial φ, que és l'angle que la tangent a la corba fa amb un eix de referència fix [l'eix x]. En termes de R i φ, l'evoluta té l'equació paramètrica
{\displaystyle (X,Y)=(x,y)+R\mathbf {N} =(x-R\sin \varphi ,y+R\cos \varphi )}
on la unitat normal N = (−sinφ, cosφ) s'obté girant la tangent unitària T = (cosφ, sinφ) un angle de 90°.
L'equació de l'evoluta també es pot escriure totalment en termes de x, y i les seves derivades. Donat que
{\displaystyle (\cos \varphi ,\sin \varphi )={\frac {(x',y')}{(x'^{2}+y'^{2})^{1/2}}}} and {\displaystyle R=1/k={\frac {(x'^{2}+y'^{2})^{3/2}}{x'y''-x''y'}},}
R i φ; es poden eliminar i s'obté:
{\displaystyle X[x,y]=x-y'{\frac {x'^{2}+y'^{2}}{x'y''-x''y'}}}
{\displaystyle Y[x,y]=y+x'{\frac {x'^{2}+y'^{2}}{x'y''-x''y'}}}

## Propietats
Arc
Suposant que la corba γ està parametritzada respecte al seu arc s. Llavors l'arc al llarg de l'evoluta E de s1 a s₂ ve donat per
{\displaystyle \int _{s_{1}}^{s_{2}}\left|{\frac {dR}{ds}}\right|ds.}
Així, si la curvatura de γ és estrictament monòtona, llavors
{\displaystyle \int _{s_{1}}^{s_{2}}\left|{\frac {dR}{ds}}\right|ds=|R(s_{2})-R(s_{1})|.}
De forma equivalent, denotant el paràmetre arc de la corba E per σ,
{\displaystyle {\frac {d\sigma }{ds}}=\left|{\frac {dR}{ds}}\right|.}
D'això resulta per diferenciació de la fórmula
{\displaystyle E(s)=\gamma (s)+R(s)\mathbf {N} (s)}
i emprant la identitat de Frenet N′(s) = −k (s) T(s):
{\displaystyle E'(s)=\gamma '(s)+R'(s)\mathbf {N} (s)-\mathbf {T} (s)=R'(s)\mathbf {N} (s)}
d'on
{\displaystyle {\frac {dE}{ds}}={\frac {dR}{ds}}\mathbf {N} \left(s\right)} (1)
d'on resulta que dσ/ds =|dR /d s|, com es volia demostrar.
Vector tangent unitari
Una altra conseqüència de (1) és que el vector tangent a l'evoluta E a E(s) és normal a la corba γ a γ(s).
Curvatura
La curvatura de l'evoluta E s'obté derivant E dues vegades respecte al seu paràmetre d'arc σ. Donat que dσ/ds =|dR /d s|, això resulta de (1) que
{\displaystyle {\frac {dE}{d\sigma }}=\left.{\frac {dE}{ds}}\right/{\frac {d\sigma }{ds}}=\pm \mathbf {N} }
on el signe és el de dR /d s. Diferenciant una segona vegada, i fent servir l'equació de Frenet N′(s) = −k (s)T(s) dona
{\displaystyle {\frac {d^{2}E}{d\sigma ^{2}}}=\pm \left.{\frac {d\mathbf {N} }{ds}}\right/{\frac {d\sigma }{ds}}=-{\frac {1}{RR'}}{\frac {dE}{d\sigma }}.}
Com a conseqüència, la curvatura de E és
{\displaystyle k_{E}=-{\frac {1}{RR'}}}
on R és el radi de curvatura (amb signe) i la prima denota la derivada respecte a s.
Relació amb la involuta
Equació intrínseca
Si φ es pot expressar com a funció de R, sia φ = g(R), llavors l'Equació de Whewell per a l'evoluta és Φ = g (R) + π/2, on Φ és l'angle tangencial de l'evoluta i es pren R com l'arc de l'evoluta. A partir d'aquí es pot obtenir l'Equació de Cesàro com Κ = g′(R), on Κ és la curvatura de l'evoluta.

### Relació entre una corba i la seva evoluta

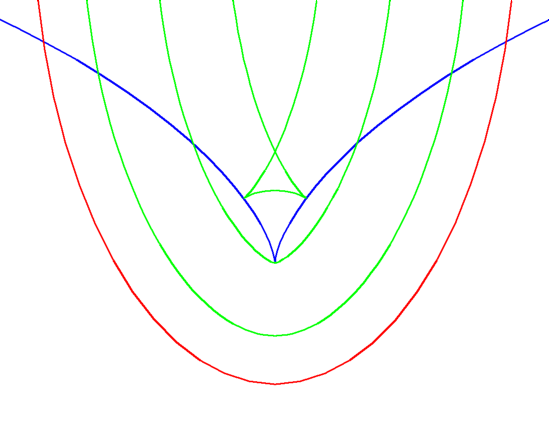
Una el·lipse (vermell), la seva evoluta (blau) i algunes corbes paral·leles. Observeu que les corbes paral·leles tenen cúspides quan toquen l'evoluta.

Per la discussió prèvia, la derivada de (X,  Y) s'anul·la quan dR/d s = 0, així l'evoluta tindrà una cúspide quan la corba tingui un vèrtex, això és quan la curvatura té un màxim o mínim local. En un punt d'inflexió de la corba original el radi de curvatura esdevé infinit i així (X,  Y) esdevindrà infinit, sovint això ocasionarà que l'evoluta tingui una asímptota. De manera similar, quan la corba original té una cúspide on el radi de curvatura és 0 llavors l'evoluta tocarà la corba original.
Això es pot veure a la figura de la dreta, la corba blava és l'evoluta de totes les altres corbes. La cúspide en la corba blava correspon a un vèrtex en les altres corbes. Les cúspides en la corba verda estan sobre l'evoluta. Les corbes amb la mateixa evoluta són paral·leles.

## Corba radial
Una corba amb una definició similar és la corba radial d'una corba donada. Per a cada punt de la corba es pren el vector que va des del punt fins al centre de curvatura es trasllada de manera que comenci a l'origen. Llavors el lloc geomètric dels punts extrems d'aquests vectors s'anomena la corba radial de la corba. L'equació de la radial s'obté eliminant x i y de l'equació de l'evoluta. Això dona (X, Y) = (−R sinφ, R cosφ;) o
{\displaystyle (X,Y)=\left(-y'{\frac {x'^{2}+y'^{2}}{x'y''-x''y'}},x'{\frac {x'^{2}+y'^{2}}{x'y''-x''y'}}\right).}

## Exemples
- L'evoluta d'una paràbola és una paràbola semicúbica. La cúspide de l'última corba és el centre de curvatura de la paràbola en el seu vèrtex.

- L'evoluta d'una espiral logarítmica és una espiral congruent.

- L'evoluta d'una cicloide és una cicloide similar.